# Ann-Zofie Duvander
Ann-Zofie Evelina Duvander, född 25 november 1968, är en svensk sociolog och professor i demografi och sociologi.
Duvander disputerade år 2000 på Stockholms universitet på en avhandling under rubriken Couples in Sweden: studies on family and work . Hennes forskning fokuserar på familjepolitik och relationen mellan familj och arbetsliv. Ett särskilt fokus har varit på föräldraledighet, särskilt fäders föräldraledighet. Hon har även studerat hur uttag av föräldraledigheten har förändrats över tid i Sverige och Norden samt deltagit i internationella jämförande studier kring föräldraledighet. . 
Duvander blev professor i demografi vid Stockholms universitet 2017. och är sedan 2020 även verksam som professor i sociologi vid Mittuniversitetet.

## Publikationer (urval)
- Duvander, Ann-Zofie, Fahlén, Susanne, Brandén, Maria and Ohlsson-Wijk, Sofi. 2019. Who makes the decision to have children? Couples’ childbearing intentions and actual childbearing, Advances in Life Course Research, prepublication
- Duvander, Ann-Zofie, Johansson, Mats. 2019. ”Does Fathers’ Care Spill Over? Evaluating Reforms in the Swedish Parental Leave Program”. Feminist Economics, 25(2):67-89.
- Moss, Peter, Duvander Ann-Zofie, Koslowski, Alison (Eds.) 2019. Parental Leave and beyond: recent development, currant issues, and future directions. Policy Press.
- Valarino, Isabel, Duvander, Ann-Zofie, Haas, Linda, Neyer, Gerda. 2018. “Exploring leave policy preferences. A comparison of Austria, Sweden, Switzerland and the United States”. Social Politics: International Studies in Gender, State & Society, 25(1)1:118-147.
- Brandén, Maria, Duvander, Ann-Zofie, Ohlsson-Wijk, Sofi. 2018. “Sharing the Caring: Attitude-Behavior Discrepancies and Partnership Dynamics”. Journal of Family Issues 39(3):771-795.
- Tervola, Jussi, Duvander, Ann-Zofie and Mussino, Eleonora 2017. “Promoting parental leave for immigrant fathers – what role does policy play?” Social Politics 24(3): 269-297.
- Duvander, A and Turunen, J. 2017. Demografi – Befolkningsperspektiv på samhället. Studentlitteratur.
- Duvander, Ann-Zofie. (2017). ”Svensk föräldraförsäkrings utveckling och konsekvenser” [Parental leave insurance in Sweden – development and consequences] Sökelys på arbeidslivet, Universitetsförlaget 34(1-2):126-143.
- Duvander, Ann-Zofie and Ellingsaeter, Anne-Lise. 2016. “Cash for childcare schemes in the Nordic welfare states: diverse paths, diverse outcomes”, European Societies 18(1): 70-90.
- Almqvist, Anna-Lena, and Ann-Zofie Duvander. 2014. “Changes in gender equality? Swedish fathers’ parental leave, division of childcare and housework” Journal of Family Studies (2014) 20(1): 19–27.
- Duvander, Ann-Zofie. 2014. “How Long Should Parental Leave Be? Attitudes to Gender Equality, Family, and Work as Determinants of Women’s and Men’s Parental Leave in Sweden” Journal of Family Issues 35 (7): 909 – 926
- Ferrarini, Tommy, and Ann-Zofie Duvander. 2010. “Earner-Carer Model at the Cross-roads: Reforms and Outcomes of Sweden’s Family Policy in Comparative Perspective” International Journal of Health Services 40(3):373-398.
- Duvander, Ann-Zofie, Trude Lappegard and Gunnar Andersson. 2010. “Family policy and fertility: fathers’ and mothers’ use of parental leave and continued childbearing in Norway and Sweden” Journal of European Social Policy 20(1):45-57.
- Bygren, Magnus, and Ann-Zofie Duvander.2006. “Parents’ Workplace Situation and Fathers’ Parental Leave Use” Journal of Marriage and the Family, 68:363-372.
- Duvander, Ann-Zofie, and Gunnar Andersson. 2006. “Gender equality and fertility in Sweden: A study on the impact of the father’s uptake of parental leave on continued childbearing” Marriage and Family Review 39:121-142.
- Hank, Karsten, Gunnar Andersson, Ann-Zofie Duvander, Michaela Kreyenfeld and C Katharina Spiess. 2004. ”Öffentliche Kindernbetreuung und individuelle Fertilitätsentscheidungen in Deutschland und Schweden” In Stöbel-Richter, Y., and Brähler, E. (Eds), Demographischer und sozialer Wandel. Psychosozial, 27(95): 47-57.
- Duvander, Ann-Zofie. 2000. Couples in Sweden. Studies on family and work. Doctoral Dissertation, Swedish Institute for Social Research Dissertation Series 46.